# Long Point (Südgeorgien)
Der Long Point ist eine Landspitze an der Nordküste Südgeorgiens. Das Kap markiert die nordwestliche Begrenzung der Einfahrt zur Bucht Godthul bzw. die östliche Begrenzung der Cobblers Cove.
Teilnehmer einer Expedition unter der Leitung des Norwegers Harald Horntvedt (1879–1946) kartierten den Long Point im Jahr 1928. Eine erneute Kartierung erfolgte ein Jahr später durch Wissenschaftler der britischen Discovery Investigations. Diese benannten ihn nach dem britischen Politiker Walter Long, 1. Viscount Long (1854–1924), von 1919 bis 1921 Erster Lord der Admiralität.